# Солотчинский монастырь
Соло́тчинский Рождества́ Богоро́дицы монасты́рь — монастырь Рязанской епархии Русской православной церкви в Советском округе города Рязани, крупнейший на Рязанской земле памятник архитектуры нарышкинского барокко. Расположен в курортном районе Солотча на берегу одноимённой реки.

## История
Основан в 1390 году Великим князем Олегом Ивановичем Рязанским на высоком берегу реки Старицы, при впадении в неё реки Солотчи. Долгое время монастырь являлся северным форпостом Переяславля-Рязанского. Легенда гласит, что на основание монастыря князя сподвигла встреча с двумя отшельниками — Василием и Евфимием — на берегу Солотчи.
До самой кончины Олег Рязанский непрестанно заботился о монастыре, здесь же впоследствии принял иноческий сан и был похоронен. Его сын Фёдор Ольгович, внук Иван Фёдорович, а также последующие рязанские князья и княгини щедро жертвовали на благоустройство и украшение монастыря.
В начале XV века в монастыре был похоронен Салахмир, родоначальник знатных рязанских фамилий Вердеревских, Апраксиных, Дувановых.
В 1552 году в Солотчинском монастыре останавливались войска Ивана Грозного, которые шли на покорение Казани.  В 1618 году Солотчинский монастырь подвергся опустошительному нападению войск польского королевича Владислава и запорожского гетмана Петра Сагайдачного.
Новый расцвет пришёлся на конец XVII века и был связан с деятельностью архимандрита Игнатия (Шангина). Именно при нём обитель приобрела нынешний вид. Согласно введённым при секуляризационной реформе Екатерины II в 1764 году монастырским штатам, обитель была причислена ко второму классу монастырей. В 1768 году река Ока размыла обрывистый берег, из-за чего обрушилась часть стен и Покровский храм монастыря. 12 мая 1827 года архимандритом был поставлен Иларий Иродионов, который пробыл в этой должности около семи лет и за это время «значительно обогатил и обстроил» монастырь.
В 1917 году монастырь был закрыт советской властью, в нём находилась колония для несовершеннолетних преступников. Впоследствии архитектурный комплекс монастыря вошёл в состав Рязанского историко-архитектурного музея-заповедника. В 1960-х годах началась реставрация зданий.

## Архитектура
Первым храмом монастыря была деревянная Покровская церковь, где были погребены князь Олег Иванович Рязанский и его супруга Ефросиния. В середине XVI века в память о походе Ивана Грозного на Казань была выстроена каменная церковь Святого Алексея, митрополита Московского. Однако до настоящего времени эти здания не сохранились — Покровская церковь, стоявшая на обрыве, была утрачена в конце XVIII века во время обвала берега. Церковь святителя Алексея была разобрана в XIX веке по причине ветхости здания.
До наших дней сохранились три храма монастыря. Надвратная церковь Иоанна Предтечи (1695 года), построенная при архимандрите Игнатии Шангине, Святодуховская церковь с трапезной палатой (1688—1689). Эти сооружения в стиле нарышкинского барокко предположительно построены по проекту архитектора Якова Бухвостова. Кроме церквей на территории монастыря находятся Настоятельный корпус XVII века, пятиглавый Рождественский собор (1691 год), и крепостные стены (1688 год).
Над созданием изразцовых украшений надвратной церкви работал Степан Полубес, известный по работам в Новоиерусалимском и Иосифо-Волоколамском монастырях.

## Галерея
- Стены монастыря со стороны одноимённой площади в Солотче
- Собор Рождества Богородицы
- Фрагмент Надвратной церкви Святого Иоанна Предтечи
- Надвратная церковь Святого Иоанна Предтечи (вид со стороны монастыря)
- Церковь Святого Духа. Вид с алтарной части
- Колокольня церкви Святого Духа

## Комментарии
1. ↑  В 2003 году при прорытии траншеи под водопровод на территории монастыря была найдена памятная плита Салахмира. 27 сентября 2010 года она была торжественно открыта, будучи вмонтирована во внутреннюю часть церкви Рождества Пресвятой Богородицы[2].